# Frederic Cayley Robinson
Frederic Cayley Robinson est un peintre anglais né le 18 août 1862 à Brentford à l'ouest de Londres, et mort à Londres le 4 janvier 1927.

## Biographie
Après avoir étudié au lycée de Pau, à la Saint John's Wood School of Art puis aux Royal Academy Schools, il poursuit sa formation de 1891 à 1894 à l'Académie Julian à Paris dans les ateliers de William Bouguereau et de Gabriel Ferrier. C'est là que naît son admiration pour Pierre Puvis de Chavannes, Paul Gauguin et l'art japonais. Puvis de Chavannes aura une influence très grande sur son œuvre et jusqu'à la fin de sa vie.
Il part en Italie à Florence étudier Giotto, Mantegna et Michel-Ange et découvre le travail à la détrempe. Il séjourne à nouveau à Paris de 1902 à 1906. À partir de 1901, sa technique marie sur un enduit, le fusain, l'huile, l'aquarelle, la gouache, le pastel, etc.
Il illustre des livres et conçoit des décors et costumes. On lui commande des fresques pour la Galerie nationale d'Irlande et le Middlesex Hospital qui constituent les œuvres décoratives les plus abouties de l'art britannique,,.
En 1908, il est membre du premier comité du London Salon organisé par l'Allied Artists' Association.
Ses tableaux possèdent de riches résonances symbolistes, mais leur signification est généralement implicite  réservée et crée une aura de mystère et d'ambigüité,,.

## Galerie

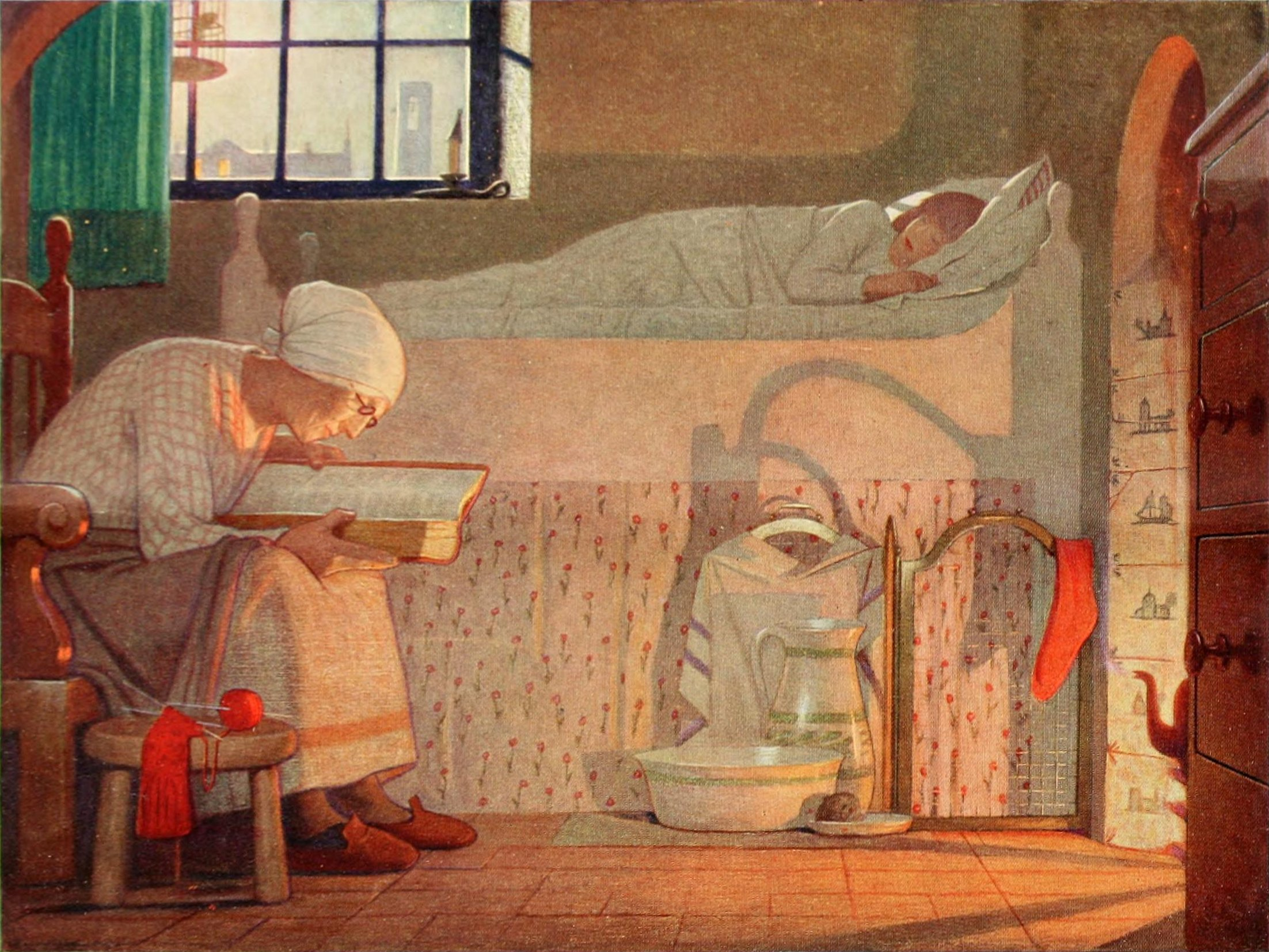
The Word
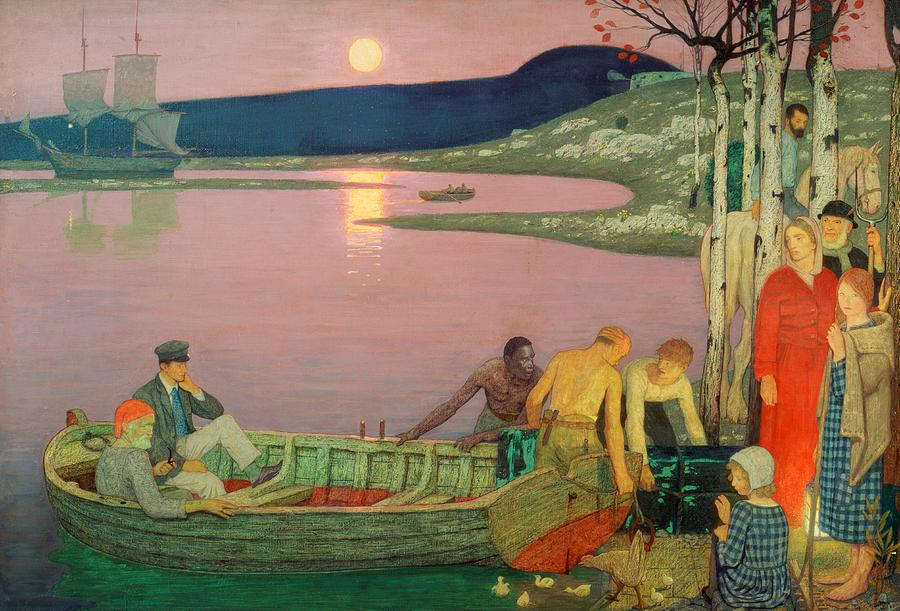
The Call of the Sea
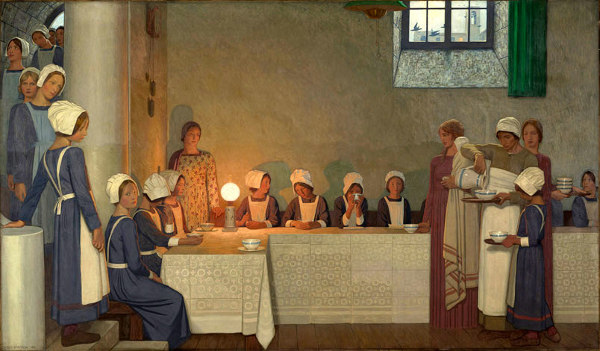
Acts of Mercy: Orphans I
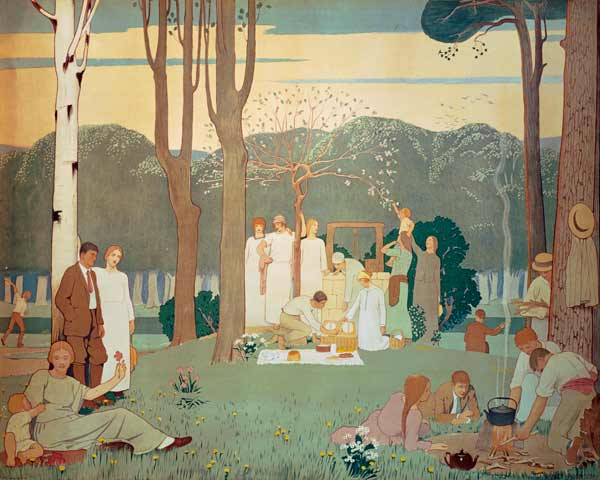
The Picnic